# Evolutionary War
The Evolutionary War era un fumetto crossover che ha attraversato la maggior parte del 1988 pubblicato da Marvel Comics. Gli scrittori principali includevano Gerry Conway, Steve Englehart, Louise Simonson, Chris Claremont e Steve Gerber.
La trama è stata la prima del suo genere. Sebbene ci fossero stati precedenti crossover estesi su più titoli prima di esso, The Evolutionary War è stato il primo ad aver luogo esclusivamente in annuali. Questo formato di annuali crossover sarebbe stato ripetuto dalla Marvel per i successivi quattro anni, in particolare con "Atlantide attacca" di 1989".

## Antefatto
Uno dei più importanti genetisti del mondo, l'Alto Evoluzionario aveva dedicato la sua vita a svelare i misteri della vita umana e a creare nuove forme di esseri intelligenti per le sue ricerche. Il suo coronamento è stata la creazione di Contro-Terra; tuttavia, questo fu visto come poco più che una questione banale dai Arcano, che catturarono il pianeta per esporlo in un museo cosmico di curiosità. Rendendosi conto che le sue aspirazioni alla divinità erano sminuite dagli Arcani, l'Evoluzionario cedette alla follia e alla depressione. Ha spinto Hulk a danneggiare i meccanismi di difesa della sua armatura, in modo che potesse suicidarsi.

## Trama
Si scopre che l'Alto Evoluzionario è sopravvissuto al suo tentativo di suicidio e si è dedicato nuovamente a guidare e migliorare l'evoluzione dell'umanità in modo che la sua razza possa un giorno essere suprema rispetto a tutte le altre, inclusi gli Arcani. A tal fine avvia diversi sforzi simultanei per accelerare umani evoluzione ed eliminare le minacce percepite alla purezza genetica dell'umanità.
Invia le sue truppe Purificatrici a Subterranea per sterilizzare le razze ingenue che vi abitano. Tuttavia, la scoperta di un mutante Subterranea Moloidi attira l'intervento di X-Factor e Apocalypse. Apocalisse e l'Alto Evolutionario s'impegnano in un'epica battaglia nello spazio L'Evoluzionario alla fine è convinto che i Sotterranei abbiano effettivamente un potenziale genetico e cessa le sue operazioni lì.
A Bogotá, gli Eliminatori dell'Evoluzionario vengono inviati per sterminare un cartello della droga. Il Punitore scopre la battaglia e invia entrambe le parti.
Nel frattempo, l'Alto Evoluzionario visita gli Eterni e li convince ad aiutare la sua causa mappando il codice genetico di Silver Surfer. Il Surfista si rifiuta di collaborare e convince gli Eterni a lasciarlo stare.
I Purificatori iniziarono a rimuovere i poteri dei mutanti ritenuti e una minaccia per l'umanità. Quando catturano Magma da Nova Roma, il circolo ristretto del Club infernale e i Nuovi Mutanti prendono d'assalto la base dei Purificatori nel Wyoming per salvarla. Durante la lotta, i poteri di Mirage vengono inavvertitamente potenziati, permettendole di manifestare fisicamente le illusioni che lancia.
Mentre la famiglia reale degli Inumani è sulla Terra e chiede che Crystal lascia i Fantastici Quattro, L'Alto Evoluzionario guida una squadra di Raccoglitori ed Eliminatori nel Blu Area della Luna per ottenere la Nebbia di Terrigene degli Inumani. Quicksilver guida gli Inumani nella difesa di Attilan finché la famiglia reale e i Fantastici Quattro non arrivano per respingere gli invasori.
Con la fornitura di droga interrotta dagli eventi di Bogotá, una guerra alla droga si intensifica a New York, aggravata dall'omicidio degli spacciatori da parte dei Purificatori. Cercando di vendicarsi contro coloro che hanno interrotto il suo traffico di droga, Kingpin viene a conoscenza del piano dell'Alto Evoluzionario e permette alle informazioni di raggiungere Uomo Ragno e Temerario. Insieme a Speedball, sconfiggono i Purificatori prima che possano mettere in atto il piano dell'Alto Evoluzionario di sterilizzare tutti gli individui indesiderati nella città.
L'Alto Evoluzionario si reca poi al sito della Terra Selvaggia, sperando di ripristinare il danno causato da Terminus. Anche gli X-Men vengono attratti dalla scena e aiutano l'Evoluzionario a liberare Garokk l'Uomo Pietrificato dall'armatura potenziata di Terminus. Garokk e l'Evoluzionario riescono a ripristinare la Terra Selvaggia, e i sopravvissuti all'attacco originale di Terminus tornano dal regno extradimensionale in cui si erano rifugiati.
Gli Sterminatori tentano di sigillare il Nesso di Tutte le Realtà nelle Everglades per impedire alle entità extradimensionali di inquinare il patrimonio genetico dell'umanità. Una di queste entità conosciuta come Ylandris prende possesso di Cecelia Cardinale, trasformandola in Poison per fermare il piano dell'Alto Evoluzionario, mentre Uomo Ragno e Uomo Cosa sconfiggono gli Sterminatori.
Nella parte più ampia dei suoi piani, l'Alto Evoluzionario complotta per costruire una bomba che altererà geneticamente tutta la vita sulla Terra. Invia i Raccoglitori e una squadra sovrumana conosciuta come i Sensori a Wakanda per ottenere il vibranio necessario per il completamento della bomba. All'insaputa dell'Evoluzionista, uno degli scienziati che ha costretto al suo servizio è Bill Foster, che avvisa di nascosto la Pantera Nera della situazione. La Pantera e i Vendicatori della Costa Ovest difendono Wakanda ma non sono in grado di impedire il furto del vibranio. Per coincidenza, i Vendicatori Moon Knight, Tigra e Mockingbird si imbattono nella cittadella dell'Alto Evoluzionario nella Terra Selvaggia e salvano Foster, che recupera i suoi poteri da Giant-Man . Con la sicurezza della sua base compromessa, trasferisce la sua base sul fondo dell'Oceano Pacifico.
Prima del completamento della bomba genetica, l'Alto Evoluzionario invia i Raccoglitori a catturare un clone di Gwen Stacy ribelle per ulteriori studi, mentre visita i Young Gods. Alcuni dei Young Gods decidono di interferire con il piano generale dell'Evoluzionario e incontrano Spider-Man che cerca di salvare il clone. L'Alto Evoluzionario afferma che "Gwen" non è in realtà un clone ma qualcuno geneticamente modificato per assomigliare all'originale Gwen Stacy, e riporta lei e Spider-Man a Manhattan. Daydreamer dei Young Gods ripristina ad occhi aperti i ricordi e l'aspetto originali della donna
I ricercatori dell'Evoluzionista riuniscono Jocasta, che immediatamente si rivolta contro i suoi rapitori e tenta di contattare gli Vendicatori della costa orientale riguardo alla bomba genetica. Tuttavia, la squadra si è sciolta e ha abbandonato il quartier generale, lasciando che i suoi computer riuniscano una squadra ad hoc di riservisti inattivi: Il Capitano, il Falcon, Ercole, la Bestia e Hulk. Calabrone (Rita DeMara) risponde alla convocazione (che ha ricevuto tramite l'attrezzatura di comunicazione che ha rubato a il suo predecessore) e le è permesso di unirsi alla squadra. Utilizzando l'equipaggiamento dell'Alto Evoluzionario, i Vendicatori iperevolvono Hercules finché non è in grado di eguagliare il potere dell'Evoluzionario in combattimento. Sia Hercules che l'Alto Evoluzionario vengono apparentemente distrutti nella battaglia, lasciando i Vendicatori liberi di fermare la bomba genetica e salvare il mondo.

## Storie di backup (o Storie di riserva)
Ogni capitolo del crossover presenta un breve striscia di supporto intitolato "L'Alto Evoluzionario", scritto da Mark Gruenwald con i disegni matita di Paris Cullins e Ron Lim. Questa storia in 11 parti descrive in dettaglio le origini dell'Alto Evoluzionario, le sue trame precedenti e gli eventi chiave a cui ha partecipato (come le origini di Donna Ragno (Jessica Drew), Quicksilver e la Scarlet Witch). La serie si conclude rivelando come l'Alto Evoluzionario sia sopravvissuto al suo apparente suicidio e abbia iniziato a complottare Evolutionary War.
Nel corso della storia, viene rivelato che l'Alto Evoluzionario ha ricevuto aiuto da un misterioso benefattore, che gli ha fornito i segreti del codice genetico umano e l'accesso ai Moloidi per costruire la sua base su Montagna Wundagore. La storia non rivela mai l'identità del benefattore, anche se è stato a lungo ipotizzato che fosse Phaeder degli Inumani o il cattivo degli X-Men Mr.Sinistro. Fu solo quasi 25 anni dopo che la Marvel confermò finalmente ufficialmente l'identità del misterioso alleato che era effettivamente Phaeder.
Le storie di backup dovevano essere lette nello stesso ordine delle storie principali. Tuttavia, i backup in Amazing Spider-Man Annual n. 22 e Fantastic Four Annual n. 21 sono trasposti, creando un po' di confusione. Amazing Spider-Man Annual n. 22 contiene la parte 5 della storia principale e la parte 6 dei backup; Fantastic Four Annual n. 21 contiene la parte 6 della storia principale e la parte 5 dei backup. Ciò può essere confermato leggendo le storie rilevanti: nella storia principale di Fantastic Four Annual n. 21, l'Osservatore si riferisce agli eventi nella storia principale di Amazing Spider-Man Annual n. 22; mentre nel backup di Amazing Spider-Man Annual n. 22 l'Alto Evoluzionario ha sottomesso il lupo mannaro che ha combattuto nel backup di Fantastic Four Annual n. 21.

## Storie correlate
Al momento del crossover, la Marvel stava pubblicando un fumetto basato sulla serie TV ALF, e quindi ALF Annual n. 1 è servito da interprete -collegamento non ufficiale alla storia in cui l'Alto Evoluzionario incontra l'ALF.
Anni dopo Official Handbook of the Marvel Universe confermò la canonicità di questa storia.
In Avengers West Coast Annual n. 4 il U.S. Agent scopre una delle truppe d'assalto dell'Alto Evoluzionario su un Pacifico atollo disabitato, che non è a conoscenza del fatto che Evolutionary War è finita.
Thor n. 407 segue gli eventi di Avengers Annual n. 17 per rivelare il destino di Ercole e dell'Alto Evoluzionario.

## Versioni alternative

### What If?
Una sorta di poscritto alla serie è arrivato con What If...? (vol. 2) n. 1 (luglio 1989) scritto da Roy Thomas, che esplora la domanda "E se i Vendicatori perdessero la Guerra Evoluzionistica?". In questa versione della storia, i Vendicatori di riserva non sono in grado di impedire all'Alto Evoluzionario di far esplodere la sua bomba. Di conseguenza, l’evoluzione di tutta la vita umana sulla terra è iperaccelerata. Questo processo fa sì che l'umanità evolva oltre i conflitti tra loro e tra umani e mutanti. Quando i Celestiali alla fine arrivano per distruggere la Terra, i poteri combinati delle menti dell'umanità distruggono uno di loro, costringendo il resto a ritirarsi. I mutanti, già un passo avanti rispetto all'homo sapiens sulla scala evolutiva, salgono al livello successivo e si uniscono per formare un gruppo combinato che parte per lo spazio, distruggendo infine Galactus e fondendosi con la Morte e l'Eternità per formare un essere così potente da consentire il Big Bang di un altro universo.

## Pubblicazioni

### The Evolutionary War
- Part 1: X-Factor Annual n. 3[3]
- Part 2: The Punisher Annual n. 1[4]
- Part 3: Silver Surfer Annual n. 1[5]
- Part 4: New Mutants Annual n. 4[6]
- Part 5: Fantastic Four Annual n. 21[7]
- Part 6: The Amazing Spider-Man Annual n. 22[8]
- Part 7: X-Men Annual n. 12[9]
- Part 8: Web of Spider-Man Annual n. 4[10]
- Part 9: West Coast Avengers Annual n. 3[11]
- Part 10: The Spectacular Spider-Man Annual n. 8[12]
- Part 11: The Avengers Annual n. 17[13]

### Questioni correlate
- ALF Annual n. 1 (1988)[16]
- What If...? (Vol. 2) n. 1 (July, 1989)